# Аякучо
Аякучо (на испански: Ayacucho, на кечуа: Ayacuchu) е град в провинция Уаманга, регион Аякучо, Перу.
Аякучо е известен с 33-те си църкви, всяка от които символизира година от живота на Исус Христос. В града се провеждат мащабни религиозни цереминии, особено през Страстната седмица. Празненствата включват конни състезания с перуанската порода коне „кабайос де Пасо“ и традиционното надбягване с бикове, известно сред местните като „халаторо“ или „паскуаторо“. Надбягването е подобно на испанското енсиеро и се различава по това, че биковете бягат след коне, водени от морочукос (каубои, характерни за перуанските Анди).
Името идва от кечуанските думи aya (смърт) и kuchu (място). Според друга теория думата означава „виолетова душа“, от aya (душа) и kuchu (виолетов).

## История
Първите сведения за човешко присъствие в района на гр. Аякучо са от над 25 000 години. Между 6 и 12 век той е част от империята Уари, първата експанзивна държава в Андската област преди инките. Впоследствие, около 1438 г. Аякучо е превзет от Пачакути и влиза в състава на Инкската империя.
Аякучо реално е създаден от испанците през 1540 г. През 1677 г. е създаден университет „Свети Христофор от Уаманга“ (Сан Кристобал де Уаманга).
През 1824 г. тук се води битката при Аякучо, решителен епизод от Войната за независимост на Перу от латиноамериканските борби за независимост въобще.
През 1980 г. в този град комунистическата организация „Сендеро Луминосо“ обявява война на правителство. Оттогава започва кървав, продължаващ и до днес конфликт, известен като Вътрешен конфликт в Перу.

## Личности
- Андрес Касерес – президент на Перу

## Приятелски градове
- Верона, Италия